# Ian Watson
Ian Watson (n. 20 aprilie 1943) este un scriitor britanic de science fiction din Northamptonshire, Anglia.

## Viața
Ian Watson s-a născut în North Shields, Northumberland, Anglia pe 20 aprilie 1943. În 1963 a absolvit Balliol College din Oxford având o diplomă în literatura engleză, iar în 1965 a primit o diplomă de cercetare în literatura engleză și franceză a secolului al XIX-lea. După ce a fost lector în literatură în universități din Tanzania și Tokyo, precum și în science fiction în Birmingham, Anglia, a devenit scriitor full-time în 1976, odată cu succesul primelor sale romane, The Embedding din 1973 (care a câștigat premiul memorial John W. Campbell și premiul francez Apollo) și The Jonah Kit din 1975 (care a câștigat premiile BSFA și Orbit.
După ce a stat o vreme împreună cu pisica sa neagră Poppy, într-un mic sat aflat la 60 de mile nord de Londra, s-a mutat în Gijón, Spania, unde locuiește în prezent.

## Cariera scriitoricească
Primul său roman, The Embedding, a câștigat Premiul Apollo din 1975. Alte romane scrise de el sunt Miracle Visitors, God's World, The Jonah Kit sau The Flies of Memory. A mai scris numeroase alte povestiri.
Povestirile sale au devenit finaliste ale premiilor Hugo și Nebula, fiind antologate deseori. Între 1990 și 1991 a lucrat alături de Stanley Kubrick la scenariul filmului A.I. Artificial Intelligence, regizat de Steven Spielberg după moartea lui Kubrick.
El a scris, de asemenea, o serie de romane ce se încadrează în acțiunea din jocul video Warhammer 40,000: Space Marine și trilogia Inquisition War formată din romanele Inquisitor, Chaos Child și Harlequin (trilogie republicată în 2002 de către The Black Library, cu primul roman Inquisitor redenumit Draco).
O colaborare cu scriitorul suprarealist italian Roberto Quaglia a dus la apariția cărții The Beloved of My Beloved în aprilie 2009 în timpul convenției britanice de science-fiction Eastercon.
Lui Watson îi place să scrie și poezie, prima carte cuprinzând acest gen, The Lexicographer's Love Song, fiind publicată în 2001. Cartea include poezia "True Love" care, în 2002, a fost recompensată cu premiul Rhysling din partea Science Fiction Poetry Association.

### The Books of the Black Current
- The Book of the River. Londra: Gollancz, 1984. ISBN 0-575-03396-7
- The Book of the Stars. Londra: Gollancz, 1984. ISBN 0-575-03508-0
- The Book of Being. Londra: Gollancz, 1985. ISBN 0-575-03596-X
- Yaleen, ediție antologică. Dallas, TX: Benbella Books, 2004 ISBN 1-932100-24-5

### Spațiul Mana
- Lucky's Harvest. Londra: Gollancz, 1993. ISBN 0-575-05423-9

ro. Recolta Norocoasei - editura Pygmalion 1999
- The Fallen Moon. Londra: Gollancz, 1994. ISBN 0-575-05424-7

### Warhammer 40,000
- Trilogia Inquisition War:
  - Inquisitor (vt 2002 Draco). Brighton: GW Books, 1990 (paper). ISBN 1-872372-29-5
  - Harlequin. Londra: Boxtree, 1994. ISBN 0-7522-0965-5
  - Chaos Child. Londrav: Boxtree, 1995. ISBN 0-7522-0621-4
- Space Marine. Londra: Boxtree, 1993 (paper). ISBN 1-85283-840-X

### Alte romane
- The Embedding. Londra: Gollancz, 1973. ISBN 0-575-01687-6
- The Jonah Kit. v: Gollancz, 1975. ISBN 0-575-01938-7
- Orgasmachine. Paris: Ediția Champ Libre, 1976.[4]
- The Martian Inca. Londra: Gollancz, 1977. ISBN 0-575-02218-3
- Alien Embassy. Londra: Gollancz, 1977. ISBN 0-575-02336-8

ro. Ambasada extraterestră - editura Pygmalion 1995
- Miracle Visitors. Londra: Gollancz, 1978. ISBN 0-575-02474-7
- God's World. Londra, Gollancz, 1979. ISBN 0-575-02683-9
- The Gardens of Delight. Londra: Gollancz, 1980. ISBN 0-575-02819-X
- Deathhunter. Londra: Gollancz, 1981. ISBN 0-575-03023-2
- Under Heaven's Bridge, împreună cu Michael Bishop. Londra: Gollancz, 1982. ISBN 0-575-02927-7
- Chekov's Journey. Londra: Gollancz, 1983. ISBN 0-575-03213-8
- Converts. Londra: Granada, 1984 (paper). ISBN 0-586-05895-8
- Queenmagic, Kingmagic. Londra: Gollancz, 1986. ISBN 0-575-03883-7
- The Power. Londra: Headline, 1987. ISBN 0-7472-0031-9
- The Whores of Babylon. Londra: Paladin, 1988 (paper). ISBN 0-586-08773-7
- Meat. Londra: Headline, 1988. ISBN 0-7472-3130-3
- The Fire Worm. Londra: Gollancz, 1988. ISBN 0-575-04300-8
- The Flies of Memory. Londra: Gollancz, 1990. ISBN 0-575-04873-5
- Hard Questions. Londra: Gollancz, 1996. ISBN 0-575-06189-8
- Oracle. Londra: Gollancz, 1997. ISBN 0-575-06487-0
- Mockymen. Urbana, IL: Golden Gryphon Press, 2003. ISBN 1-930846-21-5

### Culegeri de povestiri
- The Very Slow Time Machine. Londra: Gollancz, 1979. ISBN 0-575-02582-4
- Sunstroke and Other Stories. Londra: Gollancz, 1982. ISBN 0-575-03138-7
- Slow Birds and Other Stories. Londra: Gollancz, 1985. ISBN 0-575-03675-3
- The Book of Ian Watson. Willimantic, CO: Mark V. Zeising, 1985. ISBN 0-9612970-3-4
- Evil Water and Other Stories. Londra: Gollancz, 1987. ISBN 0-575-03953-1
- Salvage Rites and Other Stories. Londra: Gollancz, 1989. ISBN 0-575-04447-0
- Stalin's Teardrops. Londra: Gollancz, 1991. ISBN 0-575-04942-1
- The Coming of Vertumnus. Londra: Gollancz, 1994. ISBN 0-575-05766-1
- The Great Escape. Urbana, IL: Golden Gryphon Press, 2002. ISBN 1-930846-09-6
- The Butterflies of Memory. Harrogate: PS Publishing, 2006. ISBN 1-904619-49-5